# 勒卡斯特莱 (卡尔瓦多斯省)
勒卡斯特莱（法語：Le Castelet，法語發音：[lə kastəlɛ]）是法国卡尔瓦多斯省的一个市镇，属于卡昂区。该市镇于2019年由原市镇加尔塞勒-塞克维尔和圣艾尼昂-德克拉梅尼勒合并而成。

## 地名
“勒卡斯特莱”（Le Castelet）一名取自境内的一个同名称地。

## 地理
勒卡斯特莱（49°1'44"N, 0°16'49"W）面积12.55 平方千米，位于法国诺曼底大区卡爾瓦多斯省，该省份为法国西北部沿海省份，北濒大西洋英吉利海峡，东北与滨海塞纳省以海上边界相接，东临厄尔省，南至奧恩省，西与芒什省接壤。
与勒卡斯特莱接壤的市镇（或旧市镇、城区）包括：丰特奈勒马尔米永、弗雷内勒皮瑟、桑托、瓦朗布赖、穆尔特-希什博维尔、贝朗格勒维尔、布尔盖比、卡斯蒂讷昂普莱讷。
勒卡斯特莱的时区为UTC+01:00、UTC+02:00（夏令时）。

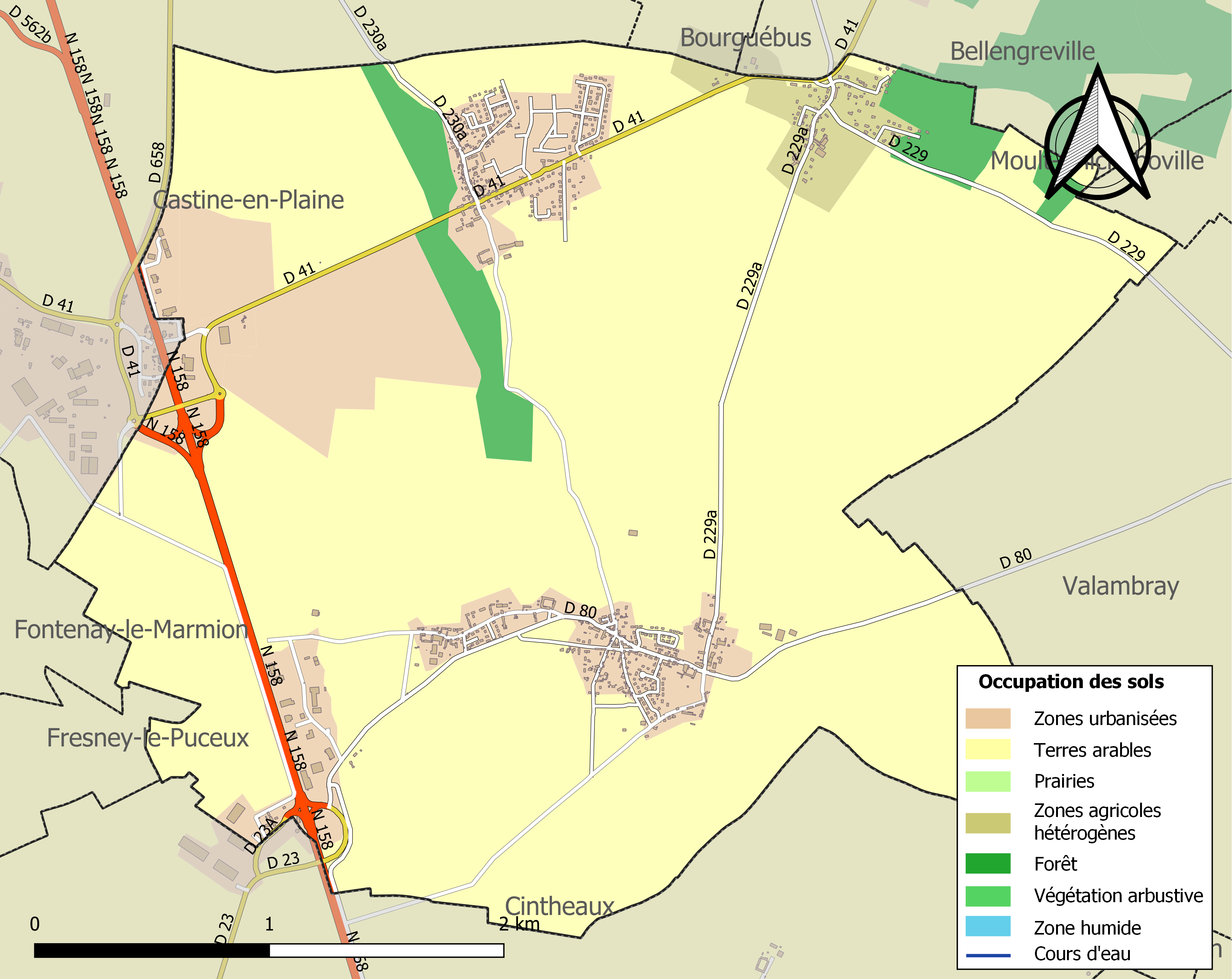
勒卡斯特莱的OSM定位图

## 行政
勒卡斯特莱的邮政编码为14540，INSEE市镇编码为14554。

## 政治
勒卡斯特莱所属的省级选区为埃夫勒西县。

## 人口
勒卡斯特莱于2022年1月1日时的人口数量为1829人。